# کارل چهارم
کارل چهارم (به آلمانی: Karl IV) (۱۳۱۶–۱۳۷۸ میلادی) پادشاه پادشاه بوهمو امپراتور مقدس روم بود. او از سال ۱۳۴۶ تا سال ۱۳۷۸ میلادی بر پادشاهی بوهم حکم راند.

## زندگی
کارل چهارم که در سال‌های آغازین زندگی واتسلاف نام داشت، پسر یان لوکسنبورسکی و الیشکا پریمیسل بود.
به دلیل نارضایتی از حکومت یان لوکسنبرسکی، نجیب‌زاده‌های بوهمی می‌خواستند پسر یان لوکسنبورسکی، پادشاه بوهم بشود. هنگامی که یان لوکسنبورسکی متوجه این مسئله شد، پسر خود را زندانی کرد.
در سال ۱۳۲۳ میلادی به فرانسه فرستاده شد. در فرانسه تحصیل و با خواهر زاده پادشاه فرانسه ازدواج کرد. پس از کشته شدن لوکسنبورسکی در جنگ صد ساله، پادشاه بوهم شد.

## سلطنت
هنگامی که به بوهم بازگشت، به دلیل اقدامات نامناسب پدرش، قدرت پادشاه تضعیف شده بود و او مجبور بود حکومت خود را از نو پایه‌گذاری کند.
در سال ۱۳۵۶ میلادی قانون اساسی جدیدی برای پادشاهی بوهم منتشر کرد. در سال ۱۳۴۸ دانشگاه کارل بنیان نهاده شد. در آن زمان شهر پراگ توسعه داده شد و پل جدیدی احداث گردید که امروزه پل کارل خوانده می‌شود. کارل چهارم قلعه کارلشتین را نزدیک پراگ بنا نهاد. تاج چک که تاج واتسلاف مقدس نام دارد، نیز طبق دستور شاه کارل ساخته شد.

## مرگ
کارل چهارم به نقرس مبتلا شد. به دلیل این بیماری از اسب به زمین افتاد و پایش شکست. در نهایت با ابتلا به سینه پهلو در ۲۹ نوامبر سال ۱۳۷۸ میلادی در گذشت.